# Liste der Mitglieder der Deutschen Akademie der Naturforscher Leopoldina/1675
Die Liste der Mitglieder der Deutschen Akademie der Naturforscher Leopoldina für 1675 enthält alle Personen, die im Jahr 1675 zum Mitglied ernannt wurden. Insgesamt gab es sechs neu gewählte Mitglieder.

## Mitglieder
| Nr. | Name                                  | Beiname       | Geboren       | Aufnahme | Gestorben     | Bild                     |
| --- | ------------------------------------- | ------------- | ------------- | -------- | ------------- | ------------------------ |
| 56  | Christian August Freiherr von Friesen | Iason II.     | 12. Mai 1646  | 24. Mai  | 1681          |                          |
| 57  | Christian Mentzel                     | Apollo        | 15. Juni 1622 | 18. Feb. | 27. Jan. 1701 | Christian Mentzel        |
| 58  | Caspar March                          |               | 23. März 1619 | 19. Feb. | 26. Okt. 1677 |                          |
| 59  | Christian Franz Paullini              | Arion I.      | 25. Feb. 1643 | 17. Apr. | 10. Juni 1712 | Christian Franz Paullini |
| 60  | Johannes Lorenz Fehr                  | Argonauta II. | 7. Juli 1646  | 17. Apr. | 22. Sep. 1706 |                          |
| 61  | Johann Peter Prückel                  |               | 27. Apr. 1653 | 17. Apr. | 13. Feb. 1690 |                          |